# Nechmaya
Nechmaya (în arabă نشماية) este o comună din provincia Guelma, Algeria.
Populația comunei este de 9.964 de locuitori (2008).